# Persone di nome Luigi/Calciatori
| Questa pagina contiene informazioni ricavate automaticamente dalle voci biografiche con l'ausilio del template Bio e di un bot. L'aggiornamento è periodico e automatico e ricostruisce completamente la pagina. Se manca una persona in questa lista, sei pregato di non aggiungerla, ma accertati piuttosto che la sua voce biografica contenga il template Bio e che i dati anagrafici siano correttamente compilati. Se il template Bio manca, inseriscilo tu stesso o, in alternativa, metti l'avviso {{tmp\|Bio}} che ne segnala la mancanza. Se i dati riportati sono sbagliati, correggi direttamente la voce biografica; le modifiche saranno visibili in questa lista entro pochi giorni. Per chiarimenti vedi il progetto antroponimi. La lista contiene solo le 245 persone che sono citate nell'enciclopedia e per le quali è stato implementato correttamente il template Bio. Pagina aggiornata al 22 lug 2025. |

Questa è una lista di persone presenti nell'enciclopedia che hanno il nome Luigi e sono calciatori.

## A(5)
- Luigi Abeni, calciatore italiano (Vicenza, n. 1920 - Vicenza, † 2000)
- Luigi Albani, calciatore italiano (Roma, n. 1928 - Roma, † 1993)
- Luigi Amicarelli, calciatore italiano (Napoli, n. 1929 - Napoli, † 2020)
- Luigi Andreoli, calciatore italiano (Milano, n. 1893 - Milano, † 1955)
- Luigi Angelini, ex calciatore italiano (Milano, n. 1929)

## B(32)
- Luigi Baldi, calciatore italiano (Romentino, n. 1894 - Trecate, † 1961)
- Luigi Barbano, calciatore italiano (Casale Monferrato, n. 1920 - Casale Monferrato, † 1986)
- Luigi Barberis, calciatore italiano
- Luigi Barbesino, calciatore, allenatore di calcio e aviatore italiano (Casale Monferrato, n. 1894 - Canale di Sicilia, † 1941)
- Luigi Barbieri, calciatore italiano (Milano, n. 1887 - Como, † 1931)
- Luigi Bartolomei, ex calciatore italiano (Merano, n. 1941)
- Luigi Bassi, calciatore italiano (Pavia, n. 1920)
- Luigi Benvenuto, calciatore italiano
- Luigi Beretta, calciatore italiano (Milano, n. 1910)
- Luigi Bernardi, calciatore e allenatore di calcio italiano (Verona, n. 1907 - † 1979)
- Luigi Bertani, calciatore italiano (Varese, n. 1921)
- Luigi Bertoli, calciatore italiano (Udine, n. 1928 - Bergamo, † 2010)
- Luigi Bertolini, ex calciatore italiano (Villa Minozzo, n. 1956)
- Luigi Bertossi, calciatore italiano (Udine, n. 1936 - Padova, † 2017)
- Luigi Bodi, calciatore e allenatore di calcio italiano (Pola, n. 1934 - Lavagna, † 2024)
- Luigi Bodrato, calciatore italiano (Genova)
- Luigi Boer, calciatore italiano (Sestri Ponente, n. 1904 - Genova, † 1971)
- Luigi Boffi, calciatore italiano (Milano, n. 1888 - Monte San Michele, † 1915)
- Luigi Boggio, calciatore italiano
- Luigi Bonizzoni, calciatore e allenatore di calcio italiano (Milano, n. 1919 - Ossona, † 2012)
- Luigi Borfico, calciatore italiano (Genova, n. 1899 - Genova, † 1982)
- Luigi Borghi, calciatore italiano (Seveso, n. 1933)
- Luigi Bosco, calciatore italiano (Montechiaro d'Asti, n. 1922 - Torino, † 2006)
- Luigi Bosisio, calciatore, dirigente sportivo e arbitro di calcio italiano (Serradifalco, n. 1869 - Tres, † 1950)
- Luigi Bretti, calciatore italiano (Trieste, n. 1930 - † 2001)
- Luigi Brotto, calciatore italiano (Venezia Lido, n. 1934 - Gussago, † 2024)
- Luigi Brugola, calciatore italiano (Lissone, n. 1930 - Lissone, † 2007)
- Luigi Bruins, ex calciatore olandese (Rotterdam, n. 1987)
- Luigi Brunella, calciatore e allenatore di calcio italiano (Garlasco, n. 1914 - Roma, † 1993)
- Luigi Brunetti, calciatore italiano
- Luigi Busidoni, calciatore e allenatore di calcio italiano (Pola, n. 1911)
- Luigi Bussetti, ex calciatore italiano (Alessandria, n. 1925)

## C(30)
- Luigi Cabrini, calciatore e giornalista italiano (Cicognolo, n. 1906 - Cremona, † 1986)
- Luigi Caburri, calciatore italiano (Rocca d'Arazzo, n. 1915 - Gavi, † 1982)
- Luigi Cagni, ex calciatore e allenatore di calcio italiano (Brescia, n. 1950)
- Luigi Calda, calciatore italiano
- Luigi Caldana, calciatore italiano (Lazise, n. 1929 - Verona, † 2008)
- Luigi Caldarulo, calciatore italiano (Bari, n. 1912 - Terni, † 1977)
- Luigi Caligaris, calciatore italiano (Vercelli, n. 1912)
- Luigi Calza, ex calciatore italiano (Pizzighettone, n. 1938)
- Luigi Cambiaso, calciatore italiano
- Luigi Canotto, calciatore italiano (Rossano, n. 1994)
- Luigi Carello, calciatore italiano (Torino, n. 1928 - Torino, † 2003)
- Luigi Carzino, calciatore italiano (Sampierdarena, n. 1926 - Genova, † 2009)
- Luigi Casalino, calciatore italiano (Vercelli, n. 1911 - Manfredonia, † 1991)
- Luigi Cassano, calciatore italiano (Litta Parodi, n. 1920 - Chiavari, † 1948)
- Luigi Castaldo, calciatore italiano (Giugliano in Campania, n. 1982)
- Luigi Castello, calciatore e allenatore di calcio italiano (Rivarolo Ligure, n. 1905)
- Luigi Cattaneo, calciatore italiano (Schio, n. 1918 - Schio, † 1993)
- Luigi Cavasonza, calciatore italiano (Casale Monferrato, n. 1886 - Genova, † 1979)
- Luigi Cella, calciatore italiano (Piacenza, n. 1900)
- Luigi Cennamo, ex calciatore italiano (Monaco di Baviera, n. 1980)
- Luigi Cevenini, calciatore e allenatore di calcio italiano (Milano, n. 1895 - Masano di Villa Guardia, † 1968)
- Luigi Ciminaghi, calciatore italiano (Milano, n. 1910 - Buccinasco, † 1996)
- Luigi Cingolani, calciatore italiano (Foligno, n. 1923)
- Luigi Coeli, calciatore italiano (Gallarate, n. 1927 - Jesi, † 2019)
- Luigi Colombelli, calciatore italiano (Bergamo)
- Luigi Colombo, calciatore italiano
- Luigi Costa, calciatore italiano (n. 1894)
- Luigi Cresta, calciatore italiano (Alessandria, n. 1910 - Alessandria, † 1985)
- Luigi Croci, calciatore italiano (Cusano Milanino, n. 1916)
- Luigi Cusano, calciatore italiano (Genova, n. 1904 - Genova)

## D(13)
- Luigi D'Indri, calciatore italiano
- Luigi Dagnino, calciatore italiano (Ovada, n. 1922)
- Luigi De Agostini, ex calciatore italiano (Udine, n. 1961)
- Luigi De Robertis, calciatore italiano (Ceglie del Campo, n. 1936 - Chicago, † 2015)
- Luigi Del Grosso, calciatore, allenatore di calcio e dirigente sportivo italiano (San Secondo Parmense, n. 1916 - Parma, † 1976)
- Luigi Dellavedova, calciatore italiano (Villastanza, n. 1934 - Villastanza, † 2014)
- Luigi Delneri, ex calciatore italiano (Aquileia, n. 1950)
- Luigi Demarchi, calciatore italiano (Trino, n. 1910 - Casale Monferrato, † 1971)
- Luigi Derchi, calciatore italiano
- Luigi Di Franco, calciatore e allenatore di calcio italiano (Roma, n. 1918)
- Luigi Di Pasquale, calciatore italiano (Udine, n. 1919)
- Luigi Dipasquale, calciatore italiano (Cerignola, n. 1980)
- Luigi Dodi, calciatore italiano (Guiglia, n. 1918 - Albenga, † 1997)

## F(9)
- Luigi Faita, calciatore italiano (Tavernole sul Mella, n. 1922)
- Luigi Falcone, ex calciatore italiano (Mesagne, n. 1992)
- Luigi Farina, ex calciatore italiano (Milano, n. 1942)
- Luigi Ferrari, ex calciatore italiano (Savigliano, n. 1940)
- Luigi Ferrari, calciatore italiano
- Luigi Ferraris, calciatore, ingegnere e militare italiano (Firenze, n. 1887 - Monte Maggio, † 1915)
- Luigi Ferrero, calciatore italiano (Vinovo, n. 1941 - Torino, † 1990)
- Luigi Ferro, calciatore italiano
- Luigi Frigerio, calciatore italiano (Garbagnate Milanese, n. 1921)

## G(22)
- Luigi Gabba, calciatore italiano (Casale Monferrato, n. 1906 - Torino, † 1986)
- Luigi Galetti, calciatore italiano (Milano, n. 1909 - Milano, † 1977)
- Luigi Gallanti, calciatore italiano (Tortona, n. 1917 - Seregno, † 1990)
- Luigi Galliani, calciatore italiano (Martinengo, n. 1921 - Martinengo, † 2012)
- Luigi Gallino, calciatore italiano (Mortara, n. 1901 - Mortara, † 1979)
- Luigi Ganassi, calciatore italiano (Bagnolo in Piano, n. 1925 - Reggio Emilia, † 2007)
- Luigi Garagna, ex calciatore italiano (Goito, n. 1940)
- Luigi Geatti, calciatore italiano (Terenzano, n. 1927 - Udine, † 2017)
- Luigi Gelati, calciatore italiano (Budrio, n. 1901 - Bologna, † 1957)
- Luigi Genero, ex calciatore italiano (Campoformido, n. 1932)
- Luigi Geremia, calciatore italiano (Padova, n. 1904)
- Luigi Giambruno, calciatore italiano (Ascoli Piceno, n. 1918)
- Luigi Giannini, ex calciatore italiano (Novara, n. 1945)
- Luigi Gigante, calciatore e allenatore di calcio italiano (Napoli, n. 1932 - Salerno, † 2016)
- Luigi Giuseppe Giuliani, calciatore italiano (Gottolengo, n. 1905 - † 1985)
- Luigi Giunta, calciatore italiano (Milano, n. 1908 - Milano, † 1952)
- Luigi Giuntoli, calciatore italiano (San Francisco, n. 1896 - Pisa, † 1971)
- Luigi Gorlani, calciatore italiano (Oleggio, n. 1929 - Villejuif, † 1998)
- Luigi Gozzoli, ex calciatore italiano (Verolavecchia, n. 1957)
- Luigi Grazioli, calciatore italiano (Brescia, n. 1889 - Brescia, † 1917)
- Luigi Greppi, calciatore italiano
- Luigi Griffanti, calciatore italiano (Turbigo, n. 1917 - † 2006)

## H(1)
- Luigi Hernandez, calciatore britannico (n. 1993)

## I(2)
- Luigi Imparato, ex calciatore italiano (Castellammare di Stabia, n. 1963)
- Luigi Ingrassia, calciatore italiano (Porto Empedocle, n. 1909 - Palermo, † 1970)

## L(4)
- Luigi Lenzi, calciatore italiano (Livorno, n. 1921)
- Luigi Leone, calciatore italiano (Villaromagnano, n. 1911 - Russia, † 1942)
- Luigi Lorini, ex calciatore italiano (Chiari, n. 1926)
- Luigi Lupo, calciatore italiano (Alessandria, n. 1904)

## M(24)
- Lou Macari, ex calciatore e allenatore di calcio scozzese (Largs, n. 1949)
- Luigi Magnano, calciatore italiano
- Luigi Maifredi, ex calciatore e allenatore di calcio italiano (Lograto, n. 1947)
- Luigi Mainardi, calciatore italiano (Piazzola sul Brenta, n. 1939 - Perugia, † 1998)
- Luigi Malafronte, ex calciatore italiano (Pompei, n. 1978)
- Luigi Mamoli, calciatore italiano (Bergamo, n. 1920)
- Luigi Marchetti, calciatore e arbitro di pallanuoto italiano (Genova, n. 1888)
- Luigi Marcolongo, calciatore italiano (n. 1903)
- Luigi Marino, calciatore italiano (Padova, n. 1895 - Padova, † 1980)
- Luigi Martelli, calciatore italiano (Livorno, n. 1917)
- Luigi Martinelli, ex calciatore italiano (Chiari, n. 1970)
- Luigi Martini, ex calciatore e politico italiano (Capannori, n. 1949)
- Gigi Marulla, calciatore e allenatore di calcio italiano (Stilo, n. 1963 - Cetraro, † 2015)
- Luigi Mascherpa, calciatore italiano (Ottobiano, n. 1923)
- Luigi Masperi, calciatore italiano (Boffalora sopra Ticino, n. 1930 - Pignola, † 2022)
- Luigi Menti, calciatore italiano (Vicenza, n. 1934 - Vicenza, † 2013)
- Luigi Meroni, calciatore italiano (Como, n. 1943 - Torino, † 1967)
- Luigi Miconi, calciatore e allenatore di calcio italiano (Tarcento, n. 1904 - Udine, † 2000)
- Luigi Milan, calciatore e allenatore di calcio italiano (Mirano, n. 1937 - Firenze, † 2023)
- Luigi Milano, calciatore e allenatore di calcio italiano (Alessandria, n. 1913 - Alessandria, † 1990)
- Luigi Modoni, calciatore italiano (Bologna, n. 1900)
- Luigi Molina, calciatore italiano (Novara, n. 1927 - Novara, † 2001)
- Luigi Moltrasio, calciatore italiano (Rovellasca, n. 1928 - Genova, † 1990)
- Luigi Oscar Moroni, calciatore italiano (Altopascio, n. 1905 - Milano, † 1976)

## N(3)
- Luigi Gioacchino Nebbia, calciatore italiano (Mirabello Monferrato, n. 1907 - Perugia, † 1997)
- Luigi Nobile, calciatore italiano (Tursi, n. 1921 - Saint-Vincent, † 2009)
- Luigi Norbiato, calciatore italiano (Padova, n. 1929 - Padova, † 1983)

## O(6)
- Luigi Obuel, calciatore italiano (Udine, n. 1915 - Udine, † 1995)
- Luigi Olasi, calciatore italiano (Ferrara, n. 1910)
- Luigi Orcesi, calciatore italiano
- Luigi Origgi, calciatore italiano (Casatenovo, n. 1928 - Mandello del Lario, † 1993)
- Luigi Ossoinach, calciatore italiano (Fiume, n. 1899 - Borghetto Santo Spirito, † 1990)
- Luigi Ossola, calciatore, cestista e dirigente sportivo italiano (Varese, n. 1938 - Varese, † 2018)

## P(29)
- Luigi Paleari, calciatore italiano (Concorezzo, n. 1941 - Concorezzo, † 2021)
- Luigi Pallavicini, calciatore italiano (Brescia, n. 1905 - Brescia, † 1958)
- Luigi Palmisano, calciatore italiano (Grottaglie, n. 1903)
- Luigi Pantani, calciatore italiano (Terricciola, n. 1908 - Pagani, † 1970)
- Luigi Parodi, calciatore italiano (Genova, n. 1928 - Rapallo, † 1994)
- Luigi Parrocchetti, calciatore italiano (Milano, n. 1923)
- Luigi Patri, calciatore italiano (Arquata Scrivia, n. 1910 - Genova, † 1993)
- Luigi Pedrazzini, calciatore italiano (Milano, n. 1909)
- Luigi Pendibene, calciatore italiano (Savona, n. 1926)
- Luigi Perugini, calciatore italiano (Roma, n. 1919)
- Luigi Perversi, calciatore italiano (Santa Cristina e Bissone, n. 1906 - Garbagnate Milanese, † 1991)
- Luigi Pianetti, calciatore italiano (Bergamo, n. 1895)
- Luigi Pieroni, ex calciatore belga (Liegi, n. 1980)
- Luigi Pirovano, calciatore italiano (Baggio, n. 1895 - Milano, † 1923)
- Luigi Podestà, ex calciatore italiano (Montignoso, n. 1952)
- Luigi Poet, calciatore e politico italiano (Pinerolo, n. 1915 - Pinerolo, † 1984)
- Luigi Poggetti, calciatore italiano (Massarosa, n. 1898)
- Luigi Poggi, calciatore italiano (Genova, n. 1911 - Genova, † 1944)
- Luigi Poggia, calciatore italiano (Gargallo, n. 1901 - Verbania, † 1960)
- Luigi Pogliana, ex calciatore italiano (Legnano, n. 1945)
- Luigi Polentes, calciatore italiano (Vittorio Veneto, n. 1944 - Vittorio Veneto, † 2011)
- Luigi Poli, calciatore italiano (San Michele Extra, n. 1930 - Verona, † 2016)
- Luigi Pollak, calciatore italiano (Genova, n. 1887 - Genova, † 1920)
- Luigi Porro, calciatore italiano (Marnate, n. 1939 - Trieste, † 2016)
- Luigi Portigliatti, calciatore e arbitro di calcio italiano (Torino, n. 1888 - Torino, † 1956)
- Luigi Pozzi, calciatore italiano (Mariano Comense, n. 1923)
- Luigi Procura, calciatore italiano (Avesa, n. 1908)
- Luigi Proietti, calciatore italiano
- Luigi Punziano, ex calciatore italiano (Pozzuoli, n. 1955)

## R(14)
- Luigi Balzarini, calciatore italiano (Masera, n. 1935 - Verbania, † 2014)
- Luigi Radice, calciatore e allenatore di calcio italiano (Cesano Maderno, n. 1935 - Monza, † 2018)
- Gino Raffin, calciatore e allenatore di calcio italiano (Gonars, n. 1936 - Turate, † 2023)
- Luigi Recalcati, calciatore italiano (Abbiategrasso, n. 1908 - Cittiglio, † 1939)
- Luigi Riccio, calciatore italiano (Casale Monferrato, n. 1901 - Torino, † 1971)
- Gigi Riva, calciatore e dirigente sportivo italiano (Leggiuno, n. 1944 - Cagliari, † 2024)
- Luigi Rivolta, calciatore italiano (Cinisello Balsamo, n. 1900)
- Luigi Rizzi, calciatore italiano (Affori, n. 1907)
- Luigi Roasio, calciatore italiano (Vercelli, n. 1900 - Biella, † 1963)
- Luigi Robbiati, ex calciatore italiano (Robbiate, n. 1935)
- Luigi Robotti, calciatore italiano (Rho, n. 1931 - Paradiso, † 2017)
- Luigi Rocca, calciatore e allenatore di calcio italiano (Coli, n. 1963 - Piacenza, † 2024)
- Luigi Rosellini, calciatore italiano (Lucca, n. 1918 - Lucca, † 1993)
- Luigi Davide Roveda, calciatore italiano (Arquata Scrivia, n. 1900 - Arquata Scrivia, † 1977)

## S(24)
- Luigi Sabaini, calciatore italiano (Verona, n. 1917 - Verona, † 1945)
- Luigi Saccavino, ex calciatore italiano (Udine, n. 1926)
- Luigi Sala, ex calciatore italiano (Mariano Comense, n. 1974)
- Luigi San Nicolás, calciatore andorrano (Andorra la Vella, n. 1992)
- Luigi Sanzone, ex calciatore italiano (Crotone, n. 1954)
- Luigi Sardei, calciatore italiano (Thiene, n. 1937 - Thiene, † 2014)
- Luigi Sartor, ex calciatore italiano (Treviso, n. 1975)
- Luigi Scaglia, calciatore italiano (Chiari, n. 1986)
- Luigi Scanselli, ex calciatore italiano (Venezia, n. 1930)
- Luigi Scappini, calciatore italiano (Genova, n. 1902)
- Luigi Scarabello, calciatore e allenatore di calcio italiano (Albiano di Magra, n. 1916 - Nettuno, † 2007)
- Luigi Sculli, calciatore italiano (Omegna, n. 1921 - Novara, † 1959)
- Luigi Sepe, calciatore italiano (Torre del Greco, n. 1991)
- Luigi Sessa, calciatore e arbitro di calcio italiano (Vercelli, n. 1886 - Milano, † 1926)
- Luigi Sichel, calciatore italiano (Lodi, n. 1919)
- Luigi Silvani, calciatore italiano (Monticelli Pavese, n. 1898)
- Luigi Silvestri, calciatore italiano (Molfetta, n. 1922)
- Luigi Simoni, ex calciatore italiano (Massa Fiscaglia, n. 1965)
- Luigi Simoni, calciatore, allenatore di calcio e dirigente sportivo italiano (Crevalcore, n. 1939 - Pisa, † 2020)
- Luigi Soffrido, calciatore e allenatore di calcio italiano (Tortona, n. 1921 - Asti, † 1975)
- Luigi Spadoni, calciatore italiano (Borgo a Buggiano, n. 1921 - Viareggio, † 2010)
- Luigi Spanghero, calciatore e allenatore di calcio italiano (Pieris, n. 1909 - † 1997)
- Luigi Stivanello, calciatore italiano (Venezia, n. 1912)
- Luigi Strobbe, calciatore italiano (Torrebelvicino, n. 1911 - Thiene, † 1983)

## T(13)
- Luigi Tabacco, calciatore italiano (Genova, n. 1901 - Genova, † 1933)
- Luigi Tassi, calciatore italiano
- Luigi Tentorio, calciatore, allenatore di calcio e dirigente sportivo italiano (Telgate, n. 1906 - Bergamo, † 1996)
- Luigi Tommasi, calciatore italiano (Verona, n. 1907 - Verona, † 1984)
- Luigi Tonani, calciatore italiano (Fombio, n. 1939 - Montecatini Terme, † 2015)
- Luigi Tornaghi, calciatore italiano (Vimodrone, n. 1920)
- Luigi Torti, calciatore italiano (Varese, n. 1918)
- Luigi Toschi, ex calciatore italiano (Lucca, n. 1937)
- Luigi Tosolini, calciatore italiano (Udine, n. 1903)
- Luigi Traini, calciatore e allenatore di calcio italiano (San Benedetto del Tronto, n. 1926 - San Benedetto del Tronto, † 1992)
- Luigi Traverso, calciatore italiano (Pozzolo Formigaro, n. 1929 - Castiglioncello, † 1990)
- Luigi Trevisan, calciatore italiano (Burano, n. 1938 - † 2020)
- Luigi Trivellini, calciatore italiano (Gottolengo, n. 1893 - Monte Grappa, † 1917)

## U(1)
- Luigi Uneddu, calciatore e allenatore di calcio italiano (Tunisi, n. 1915 - Modena, † 1987)

## V(9)
- Luigi Vercelli, calciatore italiano (Montevideo, n. 1898 - Moncalieri, † 1972)
- Luigi Vettraino, calciatore italiano (Roma, n. 1920 - Roma, † 1998)
- Bigio Vielmi, calciatore italiano (Brescia, n. 1893 - Brescia, † 1963)
- Luigi Villa, ex calciatore italiano (Pioltello, n. 1945)
- Gino Visentin, calciatore italiano (Treviso, n. 1903 - Treviso, † 1978)
- Luigi Visintainer, calciatore italiano (Trento, n. 1923)
- Luigi Vitale, ex calciatore italiano (Castellammare di Stabia, n. 1987)
- Luigi Vitto, calciatore e allenatore di calcio italiano (Alessandria, n. 1919 - Alessandria, † 1981)
- Luigi Vultaggio, calciatore italiano (Roma, n. 1921)

## Z(4)
- Luigi Zambaiti, ex calciatore italiano (Leffe, n. 1932)
- Luigi Zannier, calciatore italiano (San Vito al Tagliamento, n. 1932 - † 1988)
- Luigi Ziroli, calciatore italiano (Roma, n. 1903 - Roma, † 1968)
- Luigi Zorzi, calciatore italiano (Passons, n. 1920 - Udine, † 1990)